# Dehaasia sumbaensis
Dehaasia sumbaensis är en lagerväxtart som beskrevs av Kostermans. Dehaasia sumbaensis ingår i släktet Dehaasia och familjen lagerväxter. Inga underarter finns listade i Catalogue of Life.